# Сандра (Верона)
Сандра је насеље у Италији у округу Верона, региону Венето.
Према процени из 2011. у насељу је живело 2219 становника. Насеље се налази на надморској висини од 153 м.